# 外分泌腺
外分泌腺（英語：Exocrine glands）是生物體內的腺體，製造及分泌化學物質，並且通過體內的導管將化學物質分泌到上皮組織表面。外分泌腺的例子有汗腺、唾腺、乳腺、泪腺、皮脂腺、前列腺及粘膜。外分泌腺是人體兩種腺體系統之一，另一種是内分泌腺，直接將化學物質分泌到血液中。胰脏既是外分泌腺也是內分泌腺，是外分泌腺的原因是因為會分泌胰液到腸胃道中，但也會分泌其他激素到血液中，因此也是內分泌腺。

## 分類

### 結構
外分泌腺中包括了腺體部份以及導管部份，可以用這些部份為外分泌腺分類。
- 導管部份可分為有分支（稱為compound）和無分支（稱為單管）兩類
- 腺體部份有管狀腺（英语：tubular gland）、 鱗狀腺（英语：acinar gland）或是兩者的混合（稱為tubuloacinar）。若管狀腺體部份就有分支，即為分支管狀腺（branched gland）

### 分泌方式
外分泌腺可以依其分泌的方式分為局泌腺、頂漿腺和全泌腺。
- 局泌腺（merocrine）：腺體細胞利用胞吐作用將物質分泌到導管，例如胰臟腺胞（pancreatic acinar cell）、唾腺、杯状细胞、利貝昆氏腺、泪腺等。
- 頂漿腺（apocrine）：细胞膜內細胞質中的頂漿部份，其中有要分泌的物質，透過出芽（buds off）擴散其中的物質。例子有腋窩、陰部、肛門附近、嘴唇及乳頭的汗腺，乳腺等。
- 全泌腺（holocrine）：整個細胞分解，分泌其中的物質。例如皮膚和鼻子的皮脂腺、麥氏腺（英语：meibomian gland）、蔡氏腺（英语：Gland of Zeis）等。

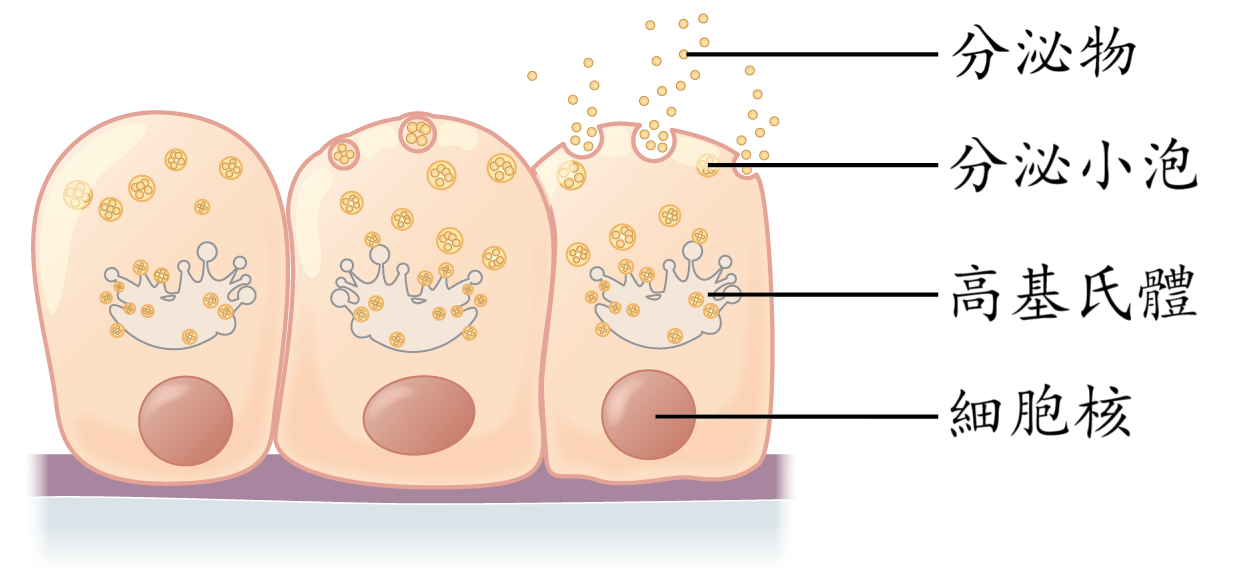
局泌腺分泌
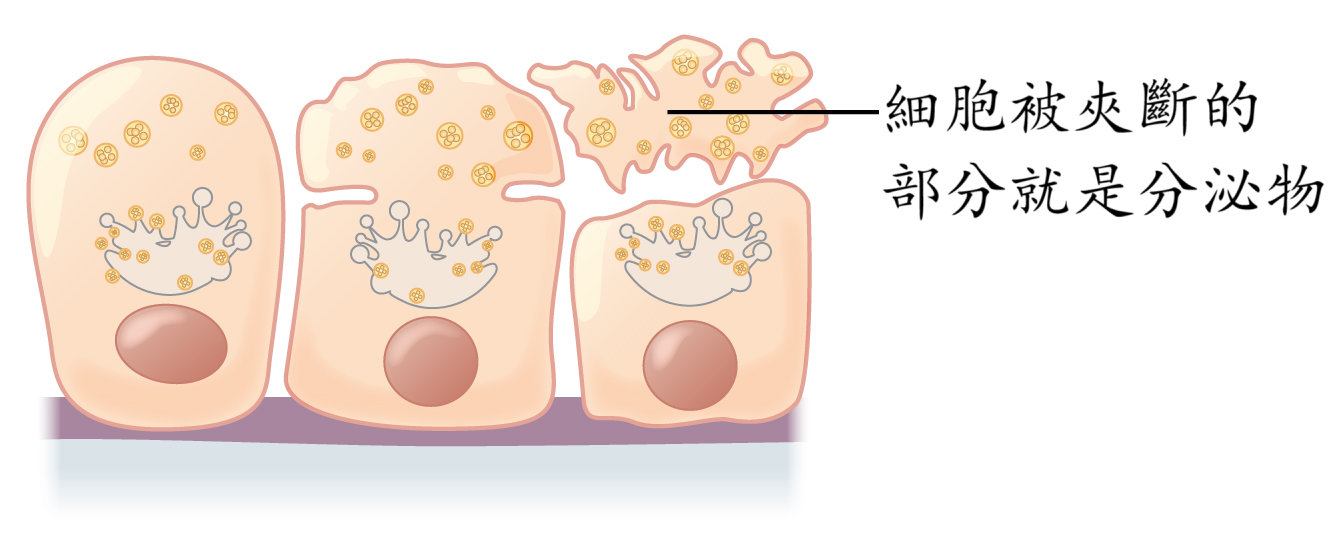
頂漿腺分泌
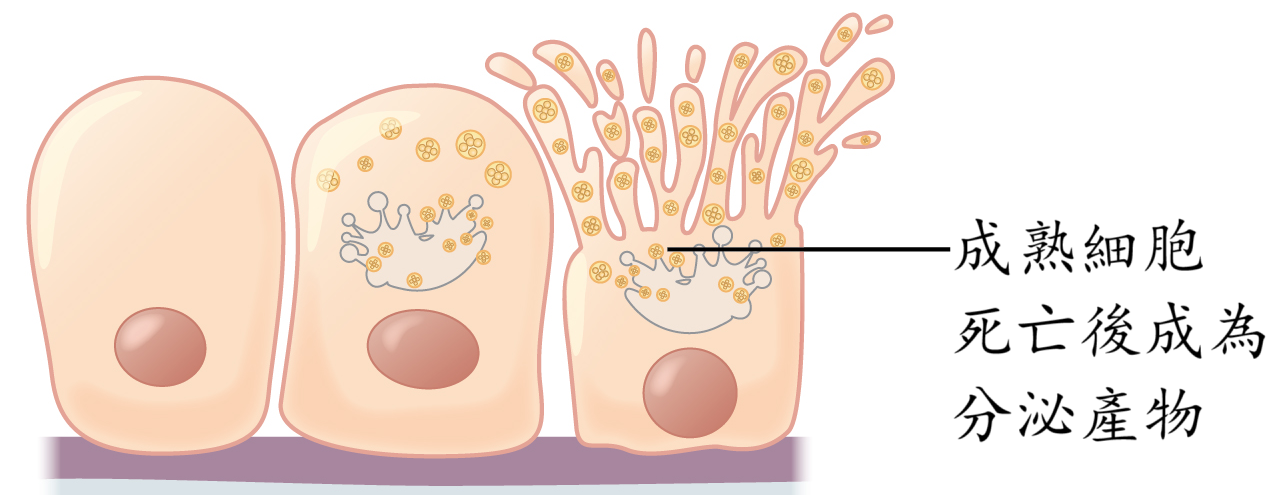
全泌腺分泌

### 分泌產物
- 漿液腺（英语：Serous gland）會分泌蛋白质，多半是酵素。例如胃主細胞和潘氏细胞。
- 黏液腺（英语：Mucous gland）會分泌黏液。例如布倫納氏腺、食道腺和幽門腺（英语：pyloric gland）。
- 漿液粘液腺（Seromucous glands）會分泌蛋白质和黏液，例如唾腺，不過腮腺（分泌25%的唾液）主要是分泌漿液粘液，舌下腺（英语：sublingual gland）（分泌5%的唾液）主要是分泌粘液，唾腺下頜下腺（英语：submandibular gland）（分泌70%的唾液）兩種都會分泌，以漿液為主。
- 皮脂腺分泌皮脂，是脂質物質。皮脂腺也稱為脂腺，例如福代斯斑點及瞼板腺都屬於脂腺。

## 圖片

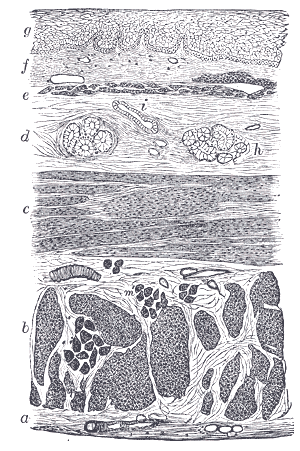
食道的截面圖
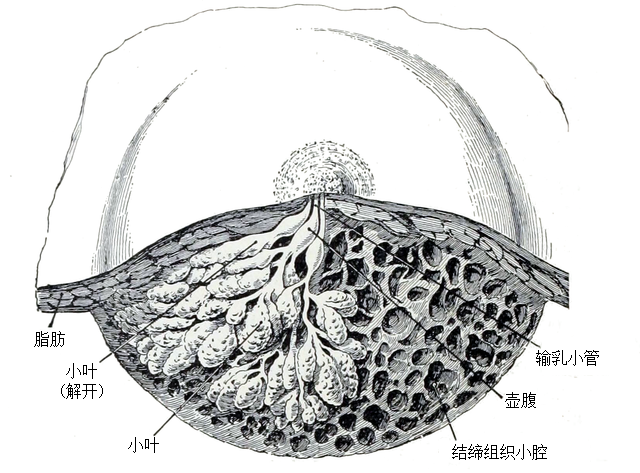
泌乳期乳房的解剖圖.